# Республика Сербия (1990—2006)
Республика Сербия — официальное именование Сербии с 1992 по 2006 года, в период её пребывания сначала в СФРЮ, затем в СРЮ, а позже — в союзе с Черногорией.

## Республика Сербия в 1992—1997 годах

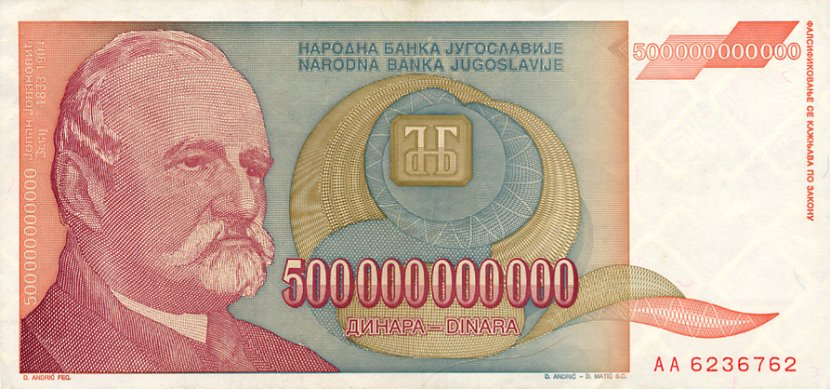
Банкнота в 500 млрд динаров в период гиперинфляции 1993 г.

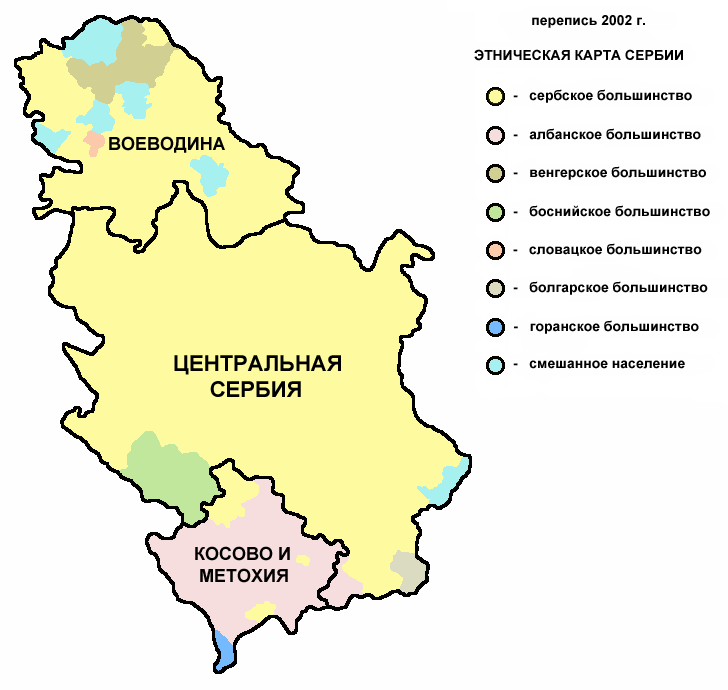
Этническая карта Сербии
на 1991—2002 годы

27 апреля 1992 года было объявлено о создании Союзной Республики Югославии, в составе которой остались лишь Сербия и Черногория. Конституция СРЮ предполагала возможность присоединения к государству сербских территорий Хорватии и Боснии и Герцеговины. Хотя были сформированы союзные органы, реальная власть оставалась в руках президентов обеих республик, прежде всего Слободана Милошевича. В то же время в самой Сербии продолжал углубляться политический и экономический кризис, росла международная изоляция страны. Торговая блокада Югославии, огромные военные расходы, приток в страну около 540 тысяч сербских беженцев из Хорватии и Боснии и Герцеговине привели к резкому падению промышленного производства (на 70 %), росту безработицы (до 25 %) и гиперинфляции (2000 % в месяц). Средняя месячная зарплата в Сербии в конце 1993 года составляла, в эквиваленте, лишь 13 немецких марок. Тяжелейшая экономическая ситуация и угроза войны способствовала эмиграции из страны. По некоторым данным, в 1990-х годах из Сербии эмигрировало около 300 тысяч молодых людей. Хотя на президентских выборах 1992 года победу вновь одержал Милошевич, социалисты утратили большинство в парламенте и были вынуждены блокироваться с националистической Радикальной партией Воислава Шешеля.

Сербские беженцы из Хорватии после операции «Буря», 1995

Напряжёнными оставались и межэтнические отношения: автономия Косова и Метохии в 1991 году была существенно урезана, было прекращено вещание албанских телевизионных каналов и выход наиболее влиятельных газет, с государственной службы уволено более сотни тысяч албанцев, в стычках с милицией погибло 8. В то же время албанские сепаратисты в 1990 году заявили о создании независимой республики Косово и приступили к созданию параллельных органов власти и вооружённых формирований, которые в 1996 году были объединены в Армию освобождения Косова. Из-за дискриминации и действий паравоенных националистических формирований началась массовая эмиграция мусульман Санджака в Боснию и венгров Воеводины в Венгрию.
Несмотря на общий кризис, антисербская кампания западных СМИ и некритичное их отношение к нарушению прав сербов в Хорватии, Боснии и Герцеговине и Косово способствовали укреплению позиций Милошевича в Сербии. В 1994 году была проведена экономическая реформа, остановившая гиперинфляцию и стабилизировавшая положение в стране. В результате приватизации, однако, сформировалась новая элита, тесно связанная с правящим режимом. В 1995 году была прекращена военная помощь хорватским и боснийским сербам. В результате операции «Буря» хорватская армия восстановила контроль над большей частью территории Сербской Краиной, что привело к исходу около 230 000 сербов. Вскоре были подписаны Дейтонские соглашения, положившие конец гражданской войне в Боснии и Герцеговине.
В 1996 году в Сербии обострилась внутриполитическая борьба. Впервые социалисты потерпели поражение на местных выборах в нескольких десятках городах страны, уступив коалиции оппозиционных партий «Единство». Правительство не признало результаты выборов, что повлекло массовые демонстрации в Белграде и других городах Сербии против режима Милошевича. На парламентских выборах 1997 года Сербская радикальная партия и единственная крупная демократическая оппозиционная партия, принявшая участие в выборах, движение «Обновление» Вука Драшковича существенно увеличили своё представительство в скупщине, однако президентом Югославии в 1997 году стал Милошевич, а президентом Сербии — его соратник Милан Милутинович.

## Косовский вопрос и падение Милошевича
Одной из важнейших задач правительства оставалось решение косовской проблемы. Столкновения между албанскими повстанцами и югославскими вооружёнными силами не прекращались с середины 1990-х годов. В крае фактически велась партизанская война, уносившая сотни жизней мирных жителей, чиновников и военнослужащих. В 1998 году в Косово была введена югославская армия, которой к концу этого года удалось оттеснить Армию освобождения Косова к албанской границе. Однако полностью подавить сопротивление не удалось. Число беженцев из края, по данным ООН, к июню 1999 года превысило 850 тысяч человек, главным образом албанцев. Более того, репрессии со стороны сербских властей и подозрения в проведении этнических чисток в отношении албанского населения Косова, стали вызывать всё возрастающее возмущение мирового сообщества. В начале 1999 года были обнародованы данные об убийстве 45 албанцев, включая женщин и ребёнка, в селе Рачак в южном Косове. Несмотря на различные версии произошедшего, в том числе и то, что убитые могли быть повстанцами АОК, в этом преступлении были обвинены сербские военнослужащие. Переговоры между представителями косовских албанцев и сербского правительства при посредничестве западных стран, проходившие в Рамбуйе (Франция), не принесли успеха.

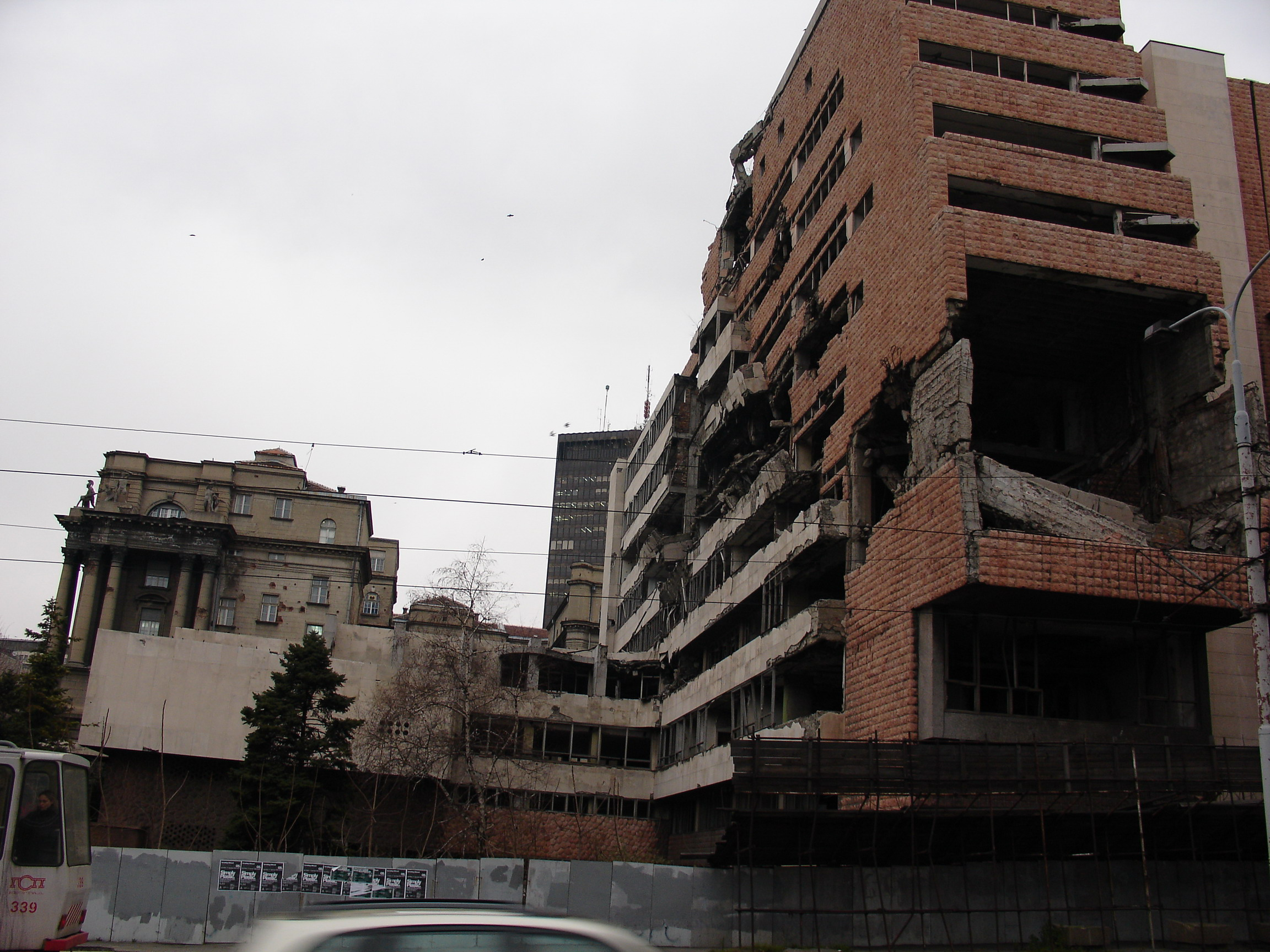
Здание министерства обороны в Белграде после бомбардировок НАТО, 1999 г.

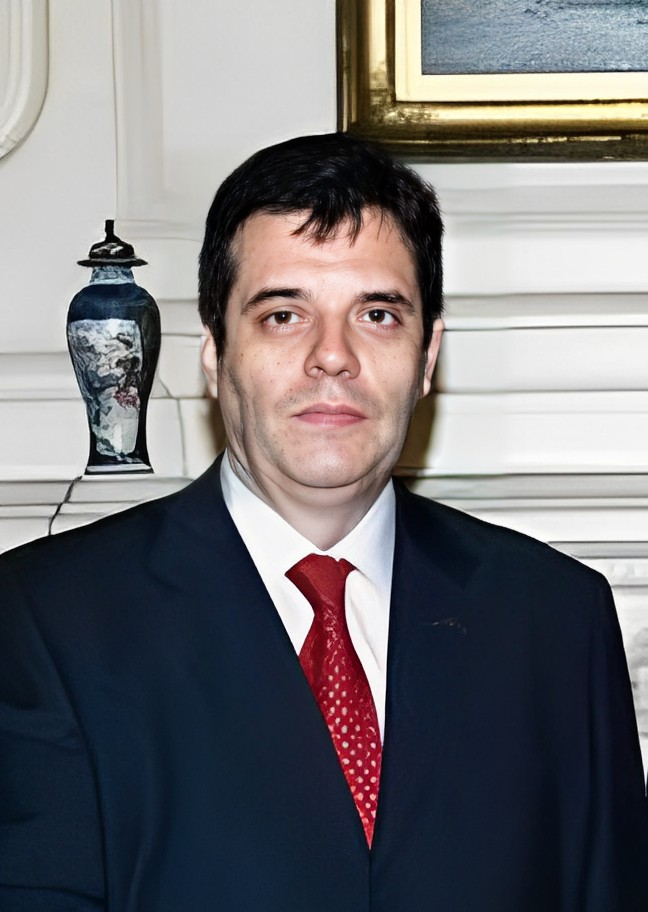
Воислав Коштуница

В НАТО тем временем возобладало мнение о необходимости военного вмешательства в конфликт. Сербии был предъявлен ультиматум о выводе войск из Косова и допуске военных соединений НАТО на сербскую территорию. Ультиматум был отвержен Югославией. 24 марта 1999 года авиация НАТО нанесла первые бомбовые удары по Белграду и другим сербским городам. Бомбардировки продолжались в течение почти трёх месяцев, пока 9 июня власти Сербии не согласились на ввод в Косово международных сил безопасности (KFOR). 10 июня была принята резолюция СБ ООН по урегулированию косовской проблемы. Югославские войска покинули Косово, власть в крае перешла к албанцам. В результате бомбардировок были разрушены сербские заводы, пути сообщения, погибло не менее 500 человек. Более 350 тысяч сербов и других представителей неалбанских национальностей покинуло Косово, албанцами были разрушены многочисленные сербские церкви, монастыри, памятники культуры. В то же время, вывод сербских войск позволил начать процесс возвращения в край албанских беженцев: к началу 2001 года вернулось около 700 тысяч человек.
Поражение в войне с НАТО ослабило позиции националистов в Сербии. На выборах президента Югославии в 2000 году победу одержал кандидат от Демократической оппозиции Сербии (ДОС) — Воислав Коштуница, однако он не набрал абсолютного большинства голосов. Милошевич потребовал проведения в соответствии с законом второго тура голосования, но в результате уличных демонстраций при поддержке западных стран и США 5 октября 2000 года он был свергнут. Через несколько месяцев он был арестован. Последующие выборы в скупщину Сербии принесли победу ДОС, премьер-министром стал Зоран Джинджич, лидер Демократической партии. Была принята программа возрождения экономики и усиления социальной защиты населения. Началось сближение Сербии с европейскими государствами. В 2001 году Слободан Милошевич был выдан Международному трибуналу в Гааге, что вызвало раскол в правящей коалиции. За выдачу Милошевича СРЮ была обещана финансовая помощь в размере 1 миллиарда долларов, которая так и не была передана.
В 2002 году между Сербией и Черногорией было заключено новое соглашение, сокращающее полномочия федеральных органов власти, в результате чего 4 февраля 2003 года Югославия была преобразована в конфедеративный Государственный союз Сербии и Черногории. 21 мая 2006 года в Черногории прошёл референдум, на котором было принято решение о выходе из состава союза. 3 июня 2006 года Черногория провозгласила независимость. 5 июня о своей независимости объявила Сербия.